# Kecomberan
Kecomberan is een bestuurslaag in het regentschap Cirebon van de provincie West-Java, Indonesië. Kecomberan telt 6471 inwoners (volkstelling 2010).